# Aphylla theodorina
Aphylla theodorina är en trollsländeart som först beskrevs av Luisa Eugenia Navas 1933.  Aphylla theodorina ingår i släktet Aphylla och familjen flodtrollsländor. IUCN kategoriserar arten globalt som livskraftig. Inga underarter finns listade i Catalogue of Life.